# Ester 3

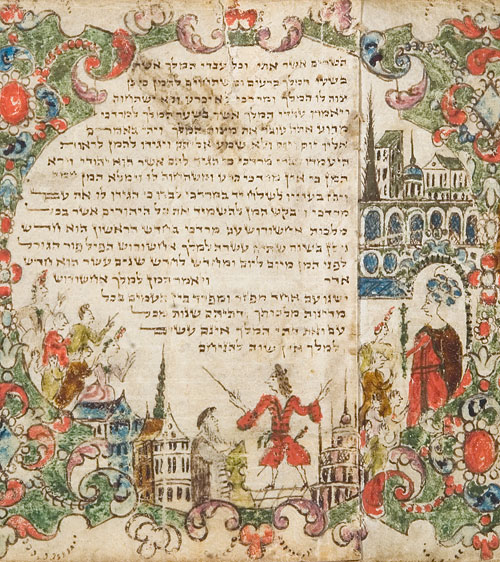
Manuscrito enrollado del Libro de Ester, de principios del siglo XVIII, con ilustraciones muy detalladas

Esther 3 es el tercer capítulo del Libro de Ester en la Biblia hebrea o el Antiguo Testamento del cristianismo. Se desconoce el autor del libro y los estudiosos modernos han establecido que la etapa final del texto en hebreo se habría formado en el siglo II a. C. Los capítulos 3 a 8 contienen las nueve escenas que conforman la trama del libro. Este capítulo presenta a Amán el agagita, vinculado por su genealogía al rey Agag, enemigo del rey Saúl de Israel, de cuyo padre, Kish, descendía Mardoqueo (Esther 2:5–6). El rey Asuero elevó a Amán a una alta posición en la corte y ordenó a todos que se inclinaran ante él, pero Mardoqueo se niega a hacerlo (Esther 3:2), lo cual está relacionado con la identidad judía de Mardoqueo (ya que los judíos solo se inclinaban para adorar a su propio Dios (cf. Daniel 3); esto introdujo indirectamente la dimensión religiosa de la historia. Amán reaccionó con un vasto plan para destruir no solo a Mardoqueo, sino a todo su pueblo (Esther 3:8), obteniendo la aprobación del rey para fijar una fecha concreta para el genocidio, seleccionada por sorteo, o pur (una de las razones de la fiesta de Purim; Esther 9:24–26), que caía en el decimotercer día del duodécimo mes, Adar (Esther 3:7, Esther 3:13). El capítulo termina con la confusa reacción de toda la ciudad de Susa debido al decreto (Esther 3:15).

## Texto
Este capítulo fue escrito originalmente en lengua hebrea y desde el siglo XVI se divide en 15 versículos.

### Testimonios textuales
Algunos manuscritos antiguos que contienen el texto de este capítulo en hebreo pertenecen al Texto masorético, que incluye el Codex Leningradensis (1008).
También existe una traducción al griego koiné conocida como la Septuaginta, realizada en los últimos siglos a. C. Los manuscritos antiguos que se conservan de la versión Septuaginta incluyen el Codex Vaticanus (B; {\displaystyle {\mathfrak {G}}}B; siglo IV), el Codex Sinaiticus (S; BHK: {\displaystyle {\mathfrak {G}}}S; siglo IV) y el Codex Alexandrinus (A; {\displaystyle {\mathfrak {G}}}A; siglo V).

## El ascenso de Amán y la negativa de Mardoqueo a honrarlo (3:1-6)
Desviando la atención de Ester y Mardoqueo, esta sección describe a Amán el agagita, que sería «el enemigo de los judíos». El descontento de Amán por la negativa de Mardoqueo a inclinarse ante él se convierte en un malvado plan para exterminar a todo el pueblo de Mardoqueo.

### Versículo 1
Después de estas cosas, el rey Asuero promovió a Amán, hijo de Hamedata, el agagita, y lo exaltó, y puso su trono por encima de todos los príncipes que estaban con él.
- «Promovió»: o, en hebreo, «engrandeció»; New American Bible «elevó... a un alto rango»; NIV «honró». El ascenso de Amán aquí tiene una ironía sorprendente en relación con la contribución de Mardoqueo a salvar la vida del rey (registrada en Esther 2:19-23), que pasa desapercibida. [11]

### Versículo 4
Y sucedió que, como ellos le hablaban cada día y él no les hacía caso, lo dijeron a Amán, para ver si se mantenían las palabras de Mardoqueo, pues él les había dicho que era judío.
- «Mardoqueo»: nombre que refleja el nombre de la deidad babilónica Marduk; posiblemente una costumbre común de muchos judíos de la época de tener «dos nombres: uno para uso secular y otro para uso especial dentro de la comunidad judía», pero no hay constancia del nombre judío de Mardoqueo en el texto bíblico.[13]

### Versículo 6
Pero él desdeñó poner la mano sobre Mardoqueo. Entonces, como le habían dado a conocer el pueblo de Mardoqueo, Amán buscó destruir a todos los judíos, el pueblo de Mardoqueo, en todo el reino de Asuero.
- «Despreció»: en hebreo: «despreciado a sus ojos».[15]
- «Destruir»: o «aniquilar».[16]

## El complot de Amán contra los judíos obtiene el consentimiento del rey (3:7-15)
Amán llevó a cabo su plan echando primero suertes para elegir el día adecuado para la ejecución y luego persuadiendo al rey para que emitiera un decreto que asegurara su cumplimiento.

### Versículo 7
En el primer mes, es decir, el mes de Nisan, en el duodécimo año del rey Asuero, echaron Pur, es decir, la suerte, delante de Amán, de día en día y de mes en mes, hasta el duodécimo mes, es decir, el mes de Adar.
- «El año duodécimo del rey Asuero»: Este año se refiere aproximadamente al 474 a. C.[19]
- «Pur»: El término פּוּר (pur, «suerte») es un préstamo del acadio, por lo que el narrador lo explica en hebreo («es decir, la suerte»). La forma plural de esta palabra (es decir, Purim) se refiere más adelante a la fiesta que celebra la liberación de los judíos (cf. Esther 9:24, Esther 9:26, Esther 9:28, Esther 9:31).[20] El historiador griego Heródoto atestiguó el sorteo para determinar un día adecuado para llevar a cabo una tarea por parte de un astrólogo entre los persas.[9]

### Versículo 9
[Amán dijo:] «Si le place al rey, que se decrete que sean destruidos, y yo pagaré 10 000 talentos de plata a los que se encargan de los asuntos del rey, para que los depositen en los tesoros del rey».
- "Talento»: Cada uno pesaba aproximadamente 75 libras o 34 kilogramos.[22] Al comparar el valor de 10 000 talentos de plata con los ingresos anuales del Imperio persa, que según Heródoto (Historias 3.95) era de «14 500 talentos eboseos», parece que Amán está ofreciendo al rey un soborno equivalente a dos tercios de los ingresos reales.[23] Sin duda, esta enorme suma de dinero provendría de la confiscación anticipada de las propiedades y bienes judíos una vez que los judíos hubieran sido aniquilados.[23] La gran suma de dinero mencionada puede indicar «algo de la situación económica de la población judía en el imperio del rey Asuero».[23]

### Versículo 12
Entonces fueron convocados los escribas del rey el día trece del primer mes, y se redactó un decreto tal como Amán había ordenado a los sátrapas del rey, a los gobernadores de cada provincia y a los funcionarios de todos los pueblos y de cada provincia según su propio script, y a cada pueblo en su propia lengua. Fue escrito en nombre del rey Asuero y sellado con el anillo del rey.
- "El primer mes»: se refiere al mes Nisan del calendario lunar hebreo (cf. Ester 3:7; normalmente alrededor de marzo-abril en el calendario gregoriano).[25]

### Versículo 13
«Y se enviaron cartas por mensajeros a todas las provincias del rey, para destruir, matar y aniquilar a todos los judíos, tanto jóvenes como viejos, niños y mujeres, en un solo día, el día trece del mes duodécimo, que es el mes de Adar, y para saquear sus bienes».
Este primer edicto puede compararse y contrastarse con el segundo, tal y como se recoge en Ester 8:11:
| Ester 3:13                                     | Ester 8:11                                                                                    |
| ---------------------------------------------- | --------------------------------------------------------------------------------------------- |
| Primer edicto                                  | Segundo edicto                                                                                |
| «Orden» de destruir, matar y aniquilar         | «Permiso» de destruir, matar y aniquilar                                                      |
| Agresión sin disfraz                           | Defensa propia                                                                                |
| Violencia contra la población judía en general | Violencia en respuesta a «cualquier fuerza armada... que pudiera atacar» a la población judía |

### Versículo 15

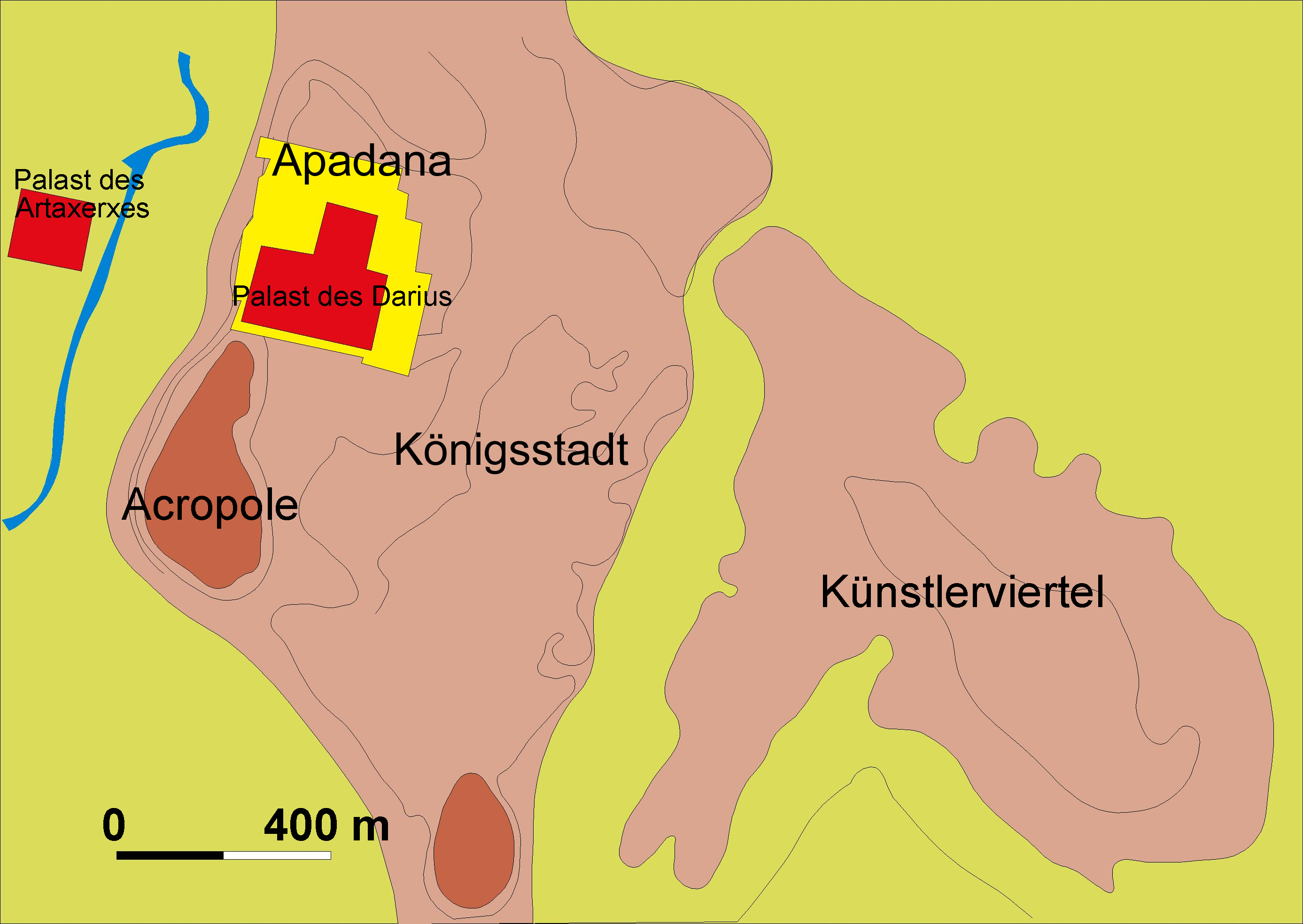
Mapa arqueológico de la antigua Susa (Shushan), actualmente en la provincia de Juzestán, al oeste de Irán, que indica la ubicación del palacio principal («Palast des Darius»; ciudadela) y la ciudad («Königsstadt»).

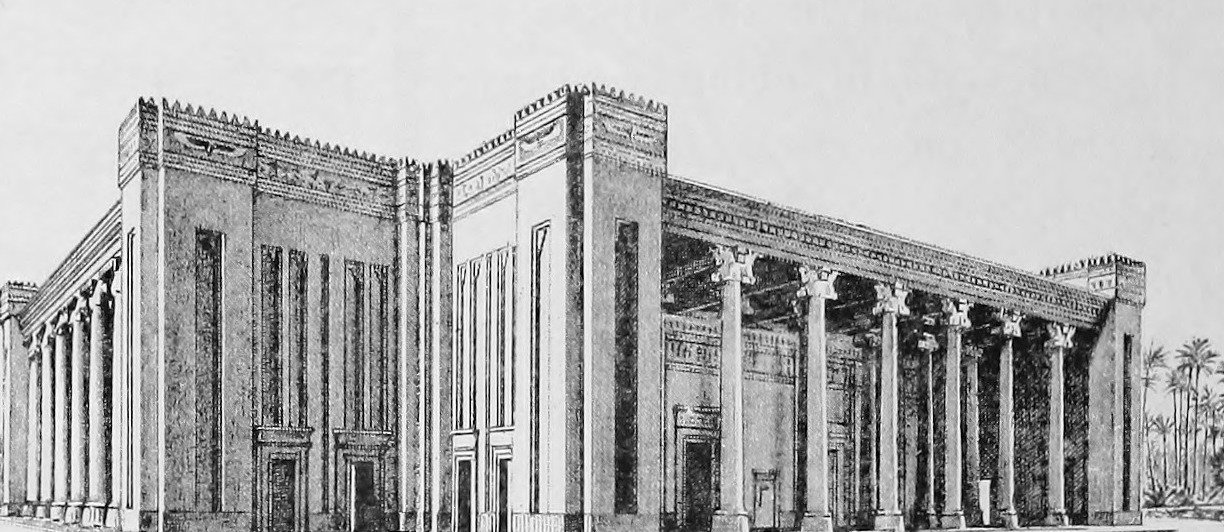
Dibujo de reconstrucción de «Apadana» (el palacio del rey) en Susa, por Marcel Dieulafoy (1903).

Los mensajeros salieron apresurados por orden del rey, y el decreto fue proclamado en Susa, la ciudad fortificada. Entonces el rey y Amán se sentaron para beber, pero la ciudad de Susa estaba perpleja.
- «Los mensajeros»: en hebreo, literalmente «los corredores»; también en Ester 8:10, 14.[29]
- «Susán»: o «Susa».[30]
- «Ciudadela»: o «palacio».[31] Las obras arqueológicas han identificado el emplazamiento del «Susán la ciudadela» (el palacio de Susa) en relación con el emplazamiento de la «ciudad de Susán».[32]
- «Perplejos»: o «confusos».[33]

Este versículo puede compararse y contrastarse con Ester 8:17:
| Versículo bíblico  | Ester 3:15                          | Ester 8:17                                        |
| ------------------ | ----------------------------------- | ------------------------------------------------- |
| Después del asunto | Primer edicto                       | Segundo edicto                                    |
| Celebración        | El rey y Amán se sentaron a beber   | Los judíos tuvieron... un banquete y un día feliz |
| Confusión          | La ciudad de Susa estaba alborotada | Muchos habitantes del país se hicieron judíos     |

## Comentarios

### De la Iglesia católica

#### A los versículos 1-6
Amán encarna la figura del enemigo declarado de los judíos, marcado por un odio irracional y violento. El relato lo muestra arrogante y orgulloso, complacido en recibir homenajes y enfurecido ante la negativa de Mardoqueo a rendirle reverencia. La actitud de Mardoqueo, en contraste, se fundamenta en la fidelidad a Dios y a la Ley mosaica, que prohíbe adorar a cualquier criatura (Ex 20,4). Con ello arriesga su estatus social e incluso su vida, pero mantiene la lealtad a Dios por encima de todo valor humano. Esa misma enseñanza conserva vigencia: el pueblo de Dios, en medio de un entorno marcado por criterios paganos, se enfrenta a decisiones que llaman la atención y pueden acarrear dificultades. Sin embargo, la coherencia de vida y la firmeza en la fe siguen siendo el camino al que está llamado.

Cuando está en juego la defensa de la verdad, ¿cómo se puede desear no desagradar a Dios y, al mismo tiempo, no chocar con el ambiente? Son cosas antagónicas: ¡o lo uno o lo otro! Es preciso que el sacrificio sea holocausto: hay que quemarlo todo…, hasta el “qué dirán”, hasta eso que llaman reputación.

La narración, siguiendo el sueño de Mardoqueo, presenta la persecución de los judíos. Amán, «el agaguita», y Mardoqueo, de la tribu de Benjamín, se enfrentan. La historia remite a la victoria de Saúl sobre Agag, dejando un indicio de esperanza. Así, el conflicto simboliza la lucha entre el pueblo de Dios y los poderes del mundo.

#### A los versículos 7-15a
El relato describe cómo Amán obtuvo del rey autoridad absoluta para llevar a cabo el exterminio del pueblo judío, al que despreciaba. Se enviaron edictos a todas las provincias con la orden de aniquilar a los judíos en una fecha determinada por sorteo: el día trece del mes de Adar. Este hecho se interpreta como cumplimiento de un anuncio previo: «Todas las naciones se reunieron en un día de tinieblas y oscuridad». La confusión existente sobre la fecha señalada en algunos pasajes refleja la compleja transmisión textual del libro, posiblemente influida por el episodio de 9,18.
Los argumentos empleados para justificar el genocidio se asemejan a los recogidos en otros escritos contemporáneos, como Daniel, Judit o Sabiduría: los judíos son presentados como un pueblo disperso entre las naciones, con leyes y costumbres diferentes. Lo que para sus adversarios era motivo de rechazo constituía, en realidad, el orgullo de Israel: la fidelidad a Dios y a su Ley, aun a costa de ser considerados extraños por no imitar las prácticas de la mayoría. Estas acusaciones reflejan la raíz de prejuicios antisemitas que se repetirían en distintos momentos de la historia.

La Iglesia, que reprueba cualquier persecución contra los hombres, consciente del patrimonio común con los Judíos, e impulsada no por razones políticas, sino por la religiosa caridad evangélica, deplora los odios, persecuciones y manifestaciones de antisemitismo de cualquier tiempo y persona contra los Judíos.

Se advierte en el texto el contraste entre la confusión y dolor que la noticia provoca en los judíos, con la despreocupación de sus enemigos que continúan con sus banquetes y excesos en el palacio real (v. 15a). La historia de la salvación mostrará cómo se avanzará hasta hacer realidad las bienaventuranzas e imprecaciones que proclamaría nuestro Señor: «Bienaventurados los que ahora lloráis, porque reiréis» (Lc 6,21), pero «¡ay de vosotros los que ahora reís, porque gemiréis y lloraréis!» (Lc 6,25).

#### A los versículos 15a-15i
Tras la difusión del decreto promovido por Amán, se produjo gran agitación entre la población, y muchos, temiendo su propia destrucción, elevaron súplicas a Dios. De este modo, el sueño de Mardoqueo continúa manifestándose: primero con el clamor del pueblo judío, luego con el aviso de Mardoqueo a Ester y su oración al Señor, y finalmente con la plegaria de la misma Ester. La oración atribuida a los judíos, conservada en algunas versiones antiguas, se caracteriza por su sencillez y confianza. Reconocen la soberanía de Dios sobre todas las cosas y confiesan sus faltas, admitiendo que no sería injusto si los abandonara; aun así, se acogen a su misericordia con plena esperanza.

La humildad es la base de la oración.

La petición de perdón es el primer movimiento de la oración de petición, como hizo el publicano: “Oh Dios, ten compasión de este pecador”: Lc 18,13). Es el comienzo de una oración justa y pura. La humildad confiada nos devuelve a la luz de la comunión con el Padre y su Hijo Jesucristo, y de los unos con los otros: entonces “cuanto pidamos lo recibimos de él” (1 Jn 3,22) 